# Enterprise Rent-a-Car

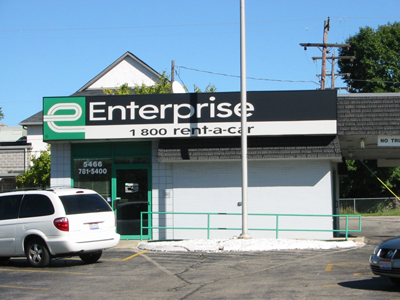
Uma franquia da Enterprise Rent-A-Car, em Ohio.

Enterprise Rent-A-Car é uma empresa estadunidense de aluguel de veículos com sede em St. Louis, no estado de Missouri, e atividades nos Estados Unidos, Canadá, Alemanha, Irlanda, Porto Rico e Reino Unido.
É a maior do setor na América do Norte e a 16ª da lista 500 Largest Private Companies in America da Forbes.